# 長豊郡
長豊郡（チャンプンぐん）は、朝鮮民主主義人民共和国開城特別市に位置する郡。

## 地理
西に金川郡、北に兎山郡、北東に江原道鉄原郡、南東は軍事境界線を挟んで韓国の京畿道坡州市・漣川郡と接する。

## 歴史
歴史的には京畿道長湍郡と開豊郡に属する地域であった。
朝鮮戦争休戦後、北朝鮮の統治下に置かれた京畿道地域（開城市とその周辺）は「開城直轄市」に編成された。2003年、開城地区の中央政府直轄が廃止されて黄海北道所属に復帰したが、2023年2月に開城特別市に再度編入された。

### 年表
この節の出典
- 1945年11月 - 京畿道長湍郡大江面・江上面・小南面・大南面および長道面・津西面・長南面の各一部、黄海道金川郡嶺南面および嶺北面・北面・土城面の各一部（北緯38度線以北の長湍郡・開豊郡地域）をもって、黄海道長豊郡（第1次）を設置。(8面)
  - 長南面が長道面に編入。
  - 津西面・土城面が嶺南面に編入。
- 1947年 - 北面が金川郡に編入。(7面)
- 1952年12月 - 郡面里統廃合により、黄海道長豊郡大南面・長道面・江上面・大江面・嶺南面および小南面・嶺北面の各一部地域をもって、黄海道長豊郡（第2次）を設置。長豊郡に以下の邑・里が成立。(1邑19里)
  - 長豊邑・十灘里・石村里・長佐里・佳谷里・古邑里・沙是里・書岩里・項洞里・九化里・徳積里・臨江里・紫霞里・沙岩里・羅浮里・菊花里・龍興里・三居里・水源里・月古里
- 1954年10月 - 黄海道の分割により、黄海北道長豊郡となる。(1邑19里)
- 1958年6月 - 書岩里の一部が板門郡仙跡里に編入。(1邑19里)
- 1959年2月 - 水源里が龍興里に編入。(1邑18里)
- 1960年3月 - 開城直轄市の市域拡大に伴い、開城直轄市長豊郡となる。(1邑18里)
  - 黄海北道金川郡山城里の一部が月古里に編入。
- 1961年3月 (1邑23里)
  - 江原道鉄原郡席屯里・率賢里・冷井里・佳川里・貴存里・獐鶴里、黄海北道金川郡山城里を編入。
  - 龍興里・三居里が開城市に編入。
- 1961年末 - 山城里が開城市に編入。(1邑22里)
- 1967年10月 (1邑23里)
  - 佳谷里・十灘里・長豊邑の各一部が合併し、セゴル里が発足。
  - 長佐里・石村里の各一部が佳谷里に編入。
  - 古邑里の一部が沙是里に編入。
  - 書岩里の一部が古邑里に編入。
- 1983年2月 - 書岩里が大徳山里に改称。(1邑23里)
- 2002年11月 - 板門郡仙跡里および田斎里の一部を編入。(1邑24里)
  - 田斎里が仙跡里に編入。
- 2003年6月 - 開城直轄市の市域縮小に伴い、黄海北道長豊郡（第3次）となる。(1邑24里)
- 2023年2月：開城特別市に再編入。

## 行政区域
1邑22里がある。
| - 長豊邑 - 장풍읍【長豊邑】 - 紫霞里 - 자하리【紫霞里】 - 九化里 - 구화리【九化里】 - 石村里 - 석촌리【石村里】 - 長佐里 - 장좌리【長佐里】 - 佳谷里 - 가곡리【佳谷里】 - 十灘里 - 십탄리【十灘里】 - 月古里 - 월고리【月古里】 - 大徳山里 - 대덕산리【大德山里】 - 沙是里 - 사시리【沙是里】 - 古邑里 - 고읍리【古邑里】 - 菊花里 - 국화리【菊花里】 | - 臨江里 - 림강리【臨江里】 - 席屯里 - 석둔리【席屯里】 - 率賢里 - 솔현리【率賢里】 - 貴存里 - 귀존리【貴存里】 - 冷井里 - 랭정리【冷井里】 - 佳川里 - 가천리【佳川里】 - 獐鶴里 - 장학리【獐鶴里】 - 沙岩里 - 사암리【沙岩里】 - 羅浮里 - 라부리【羅浮里】 - 項洞里 - 항동리【項洞里】 - セゴル里 - 세골리【－里】 |

一部の地区は韓国漣川郡側によって名目上の行政区画が付与されている。